# Elachyleon
Elachyleon är ett släkte av insekter. Elachyleon ingår i familjen myrlejonsländor.
Kladogram enligt Catalogue of Life:
| Elachyleon | \| \| Elachyleon gentilis \| \| \| \| \| \| Elachyleon punctipennis \| \| \| \| |
|            | \| \| Elachyleon gentilis \| \| \| \| \| \| Elachyleon punctipennis \| \| \| \| |
|            | Elachyleon gentilis                                                             |
|            |                                                                                 |
|            | Elachyleon punctipennis                                                         |
|            |                                                                                 |